# Pont-Aven (traghetto)
Il Pont-Aven è un traghetto appartenente alla Brittany Ferries, ammiraglia della compagnia.

## Servizio
Varato il 13 settembre 2003 nel cantiere navale Jos L. Meyer Werft di Papenburg con il nome di Pont-Aven e consegnato il 27 febbraio 2004 alla Brittany Ferries, giunge per la prima volta a Roscoff il 1° marzo successivo.
Il 24 marzo 2004 entra ufficialmente in servizio nei collegamenti tra Plymouth, Santander, Roscoff e Cork.
Dal 12 al 17 agosto 2004 viene sottoposto a lavori di manutenzione straordinaria in seguito ad una falla nello scafo.
Il 21 maggio 2006, durante la navigazione tra Plymouth e Santander, il traghetto viene colpito da un'onda, causando il cedimento dei finestrini di prua del ponte passeggeri e ferendo 6 passeggeri.
Dal 18 novembre 2007 al 10 febbraio 2008 viene impiegato sul collegamento tra Saint-Malo e Portsmouth.

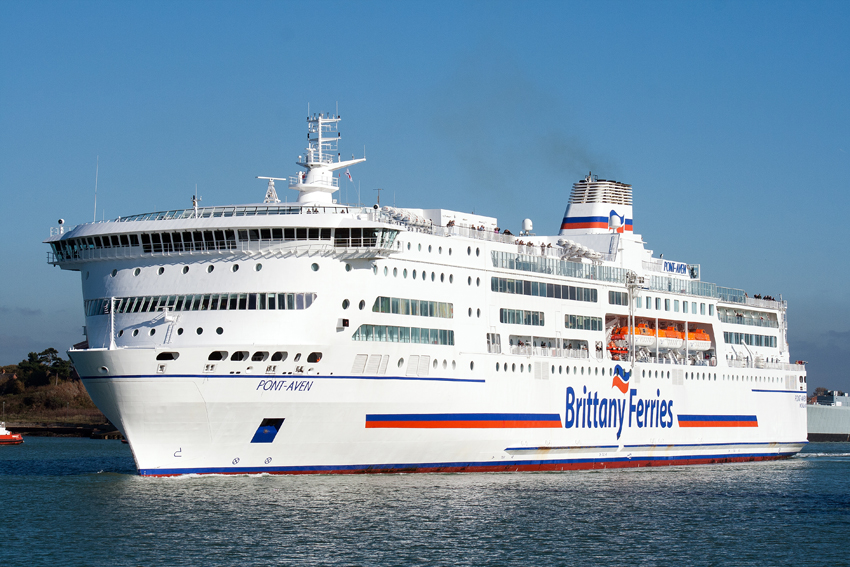
Il Pont-Aven in partenza da Portsmouth nel 2014.

Dal 9 gennaio al 27 marzo 2016 viene sottoposto ad intensi lavori di manutenzione ed ammodernamento nel cantiere navale di Danzica, durante i quali vengono installati gli scrubber al fumaiolo.
Il 29 aprile 2019, durante la navigazione nel golfo di Biscaglia, scoppia un incendio nella sala macchine del traghetto, prontamente domato dall'equipaggio. Successivamente viene dirottato nel vicino porto di Brest.
Ripreso il servizio il 15 maggio successivo con solo 3 motori, subisce un altro guasto il 17 maggio e torna in cantiere a Brest. Dal 14 giugno torna regolarmente in servizio.
Dal 7 gennaio al 3 marzo 2020 viene rimotorizzato nel cantiere navale di Danzica.
Il 6 gennaio 2024 torna in cantiere a Danzica, nel quale vengono aggiunte delle controcarene a poppa.
Dall'11 gennaio 2024 torna in servizio.

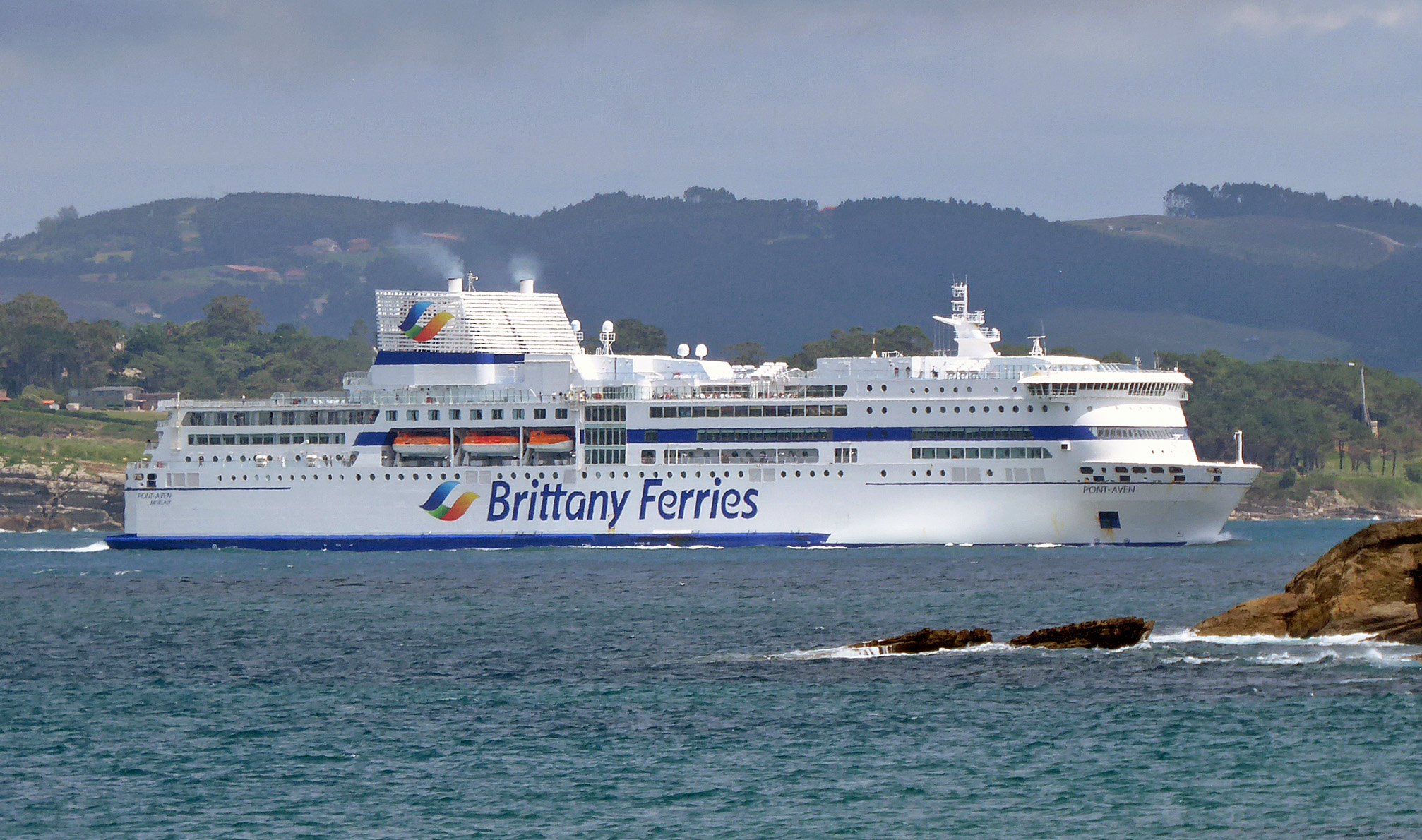
Il Pont-Aven in arrivo a Santander nel 2024.

Da novembre 2024 a marzo 2025 è in disarmo nel porto di Le Havre. Successivamente prende servizio nei collegamenti tra Roscoff e Cork.